# شيم شدقي
شيم شدقي (الاسم العلمي:Caranx bucculentus) (بالإنجليزية: Bluespotted trevally)‏ هو نوع من الأسماك يتبع جنس الشيم من فصيلة الشيميات.